# Handlová
Handlová (německy Krickerhau, maďarsky Nyitrabánya) je slovenské město v okrese Prievidza v Trenčínském kraji asi 10 km východně od Prievidze na úpatí Vtáčniku. Žije zde přibližně 15 tisíc obyvatel.

## Historie
První písemná zmínka o městě pochází z roku 1376, kdy král vydal pro osadníka Hendricha Krikera zakládající listinu, umožňující vznik nové osady. Ve čtyřicátých letech 20. století zde žilo na třináct tisíc obyvatel. Po ukončení druhé světové války se počet obyvatel snížil na asi čtyři tisíce, z důvodu nuceného vysídlení původního obyvatelstva do Německa.
Statut města získala Handlová v roce 1960. V témže roce zde došlo k největšímu sesuvu půdy na území Slovenska, kterému padlo za oběť na 150 rodinných domků a další domy byly poškozeny.
V městě Handlová je k vidění několik historicky ceněných zajímavostí, mezi něž patří hornické domky – hornická kolonie, železniční viadukt, Bralský tunel měřící přes tři kilometry, třídírna uhlí či tradiční kamenný dvojposchoďový dům, ve kterém současně žilo několik generací. Historii zdejšího hornictví názorně prezentuje expozice Slovenského hornického muzea. Ve městě stojí římskokatolický kostel svaté Kateřiny Alexandrijské ze 14. století. 

### Těžba uhlí
Na uhlí se v této oblasti narazilo ve druhé polovině 18. století. Tehdy bylo těženo pro potřeby zámku Bojnice. Průmyslová těžba uhlí začala v dole Handlová v roce 1909. Roku 1990 byla těžba z ekonomických důvodů v šachtě Východ dolu Handlová ukončena. Vyrubané uhlí sice mělo vysokou výhřevnost dosahující 9 až 14 MJ/kg (asi 2000 – 3400 kcal/kg), ale s vysokým rizikem výbuchu metanu. Po přehodnocení situace v roce 2003 byla těžba hnědého uhlí obnovena. Hlavním odběratelem hnědého uhlí je elektrárna Nováky, která odebírala asi 1500 tisíc tun ročně. Dne 17. června 2009 byla těžba hnědého uhlí na šachtě Východ opětovně ukončena. Při zabezpečovacích pracích, kdy se budovaly přepážky v chodbách dolu, došlo 10. srpna 2009 k výbuchu metanu a smrti 20 záchranářů a horníků. Postupně dochází v Dole Handlová k útlumu těžby uhlí. V roce 2017 byl zrušen prodej hnědého uhlí maloodběratelům. Vláda Slovenské republiky plánovala ukončení těžby v této lokalitě v roce 2023. 

### Atentát
Na prostranství před místním kulturním domem došlo 15. května 2024 k atentátu na slovenského premiéra Roberta Fica, jenž z tohoto domu, kde probíhalo výjezdní zasedání slovenské vlády, vyšel, aby pozdravil spoluobčany.

## Geografie
Handlová leží na západním Slovensku. Administrativně spadá do Trenčínského kraje, okresu Prievidza. Je třetím největším městem regionu Horní Nitra.
Město je obklopeno pohořími Vtáčnik, Žiar a Kremnické vrchy. Jeho území je situováno ve východní části Hornonitrianské kotliny, centrální část města tvoří Handlovská kotlina, jihozápadní část třetihorní sopečné pohoří Vtáčnik a z východu přiléhají třetihorní sopečné Kremnické vrchy
Z chráněných území a částí přírody horního Ponitří se v mikroregionu Handlová nachází přírodní rezervace Biely kameň, nacházející se v katastrálním území Handlová část Nová Lehota a chráněné stromy tis červený (Taxus baccata L.) a sekvojovec mamutí (Sequoiadendron giganteum Lindl.), rostoucí v k. ú. Nová Lehota před místní farou.
Městem protéká řeka Handlovka s přítoky Mlynský, Pstruhársky a Račí potok. Handlovka se vlévá do řeky Nitry.
Na celém území převládá podhorská a horská karpatská fauna a flóra, teplomilné druhy se vyskytují jen sporadicky na jižně exponovaných úpatích pohoří Žiar a Vtáčnik.
Handlová leží asi 16 km východně od Prievidzy a 21 km severně od Žiaru nad Hronem.
Handlová se nachází mezi Kremnickými horami a Vtáčníkem, kde tato poloha se nabízí i jako východisko mnoha turisticky zajímavých tras po okolí. Nabízí se také využití cykloturistiky. 

## Městské části
- Městské části: Horný koniec, Dolný koniec, Morovno, Nová Lehota

## Obyvatelstvo
Národnostní složení podle sčítání lidu v roce 2001:
- Slováci 96,14 %
- Romové 0,86 %
- Maďaři 0,85 %
- Češi 0,67 %
- Němci 0,48 %.

Obyvatelstvo dle vyznání:
- bez vyznání 46,1 %
- římskokatolické 44,7 %
- evangelické 2,4 %
- řeckokatolické 0,4 %
- nezjištěné 4,6 %.

## Partnerská města
- Voerde, Německo
- Ailnwick, Spojené království
- Zábřeh, Česko

## Osobnosti
- Mons. Róbert Bezák (* 1960) – slovenský redemptorista, odvolaný arcibiskup Trnavské arcidiecéze
- Martin Škrtel (* 1984) – slovenský fotbalový obránce

## Zajímavost
Po městě je pojmenován impaktní kráter v sopečné oblasti Tempe Terra na Marsu.